# Joseba Arriaga
Joseba Arriaga Dosantos (Ermua, 28 luglio 1982) è un ex calciatore spagnolo, di ruolo attaccante.

## Carriera
Cresciuto nella cantera dell'Athletic Bilbao, debutta in prima squadra con il Baskonia nella stagione 2000-2001, realizzando 12 reti in Tercera División.
L'anno successivo passa al Bilbao Athletic (la squadra riserve), dove va a segno 15 volte, meritandosi la "promozione" all'Athletic Bilbao per la stagione 2002-03, debuttando in Primera División spagnola il 1º settembre 2002 nella partita Real Sociedad-Athletic Bilbao (4-2).
Dopo tre stagioni nella massima serie nelle quali realizza 3 reti viene ceduto all'Eibar, in Segunda División.
Un anno dopo viene acquistato dal Las Palmas, che lo cede la stagione successiva al Real Jaen. Qui il secondo anno riprende la vena realizzativa, andando a segno 15 volte, venendo acquistato poi dal Cadice e infine dal Guadalajara.